# Лида Вараксина
«Лида Вараксина» — повесть русского советского писателя Виля Липатова, опубликована в 1968 году.

## История
Повесть была впервые опубликована в 1968 году в журнале «Знамя» (№ 12). Издано в 1970 году в книге «Сказание о директоре Прончатове» (М., «Молодая гвардия», 1970).
Эта повесть вместе со «Сказанием о директоре Прончатове» стали важными явлениями русской прозы конца 1960-х годов. В Лиде Вараксиной автор показал противоречие между усвоенными ей в училище формальными истинами и её внутренним миром деревенской девушки, который она подавляет.

## Сюжет
Действие повести происходит в сибирском посёлке Яя на реке Чулым.
Деревенская девушка Лида Вараксина окончила в городе культпросветучилище и приехала работать завклубом в деревне. В городе она пытливо перенимала стиль жизни городских жителей. Для того, чтобы приобрести красивую вещь, она подрабатывает у дяди на работе, убирает на дому, разгружает вагоны… В деревне Лида старается активизировать культурную работу в деревне так, как её учила любимая преподавательница в училище. Она старается элегантно одеваться с учётом современной моды, устраивает в клубе танцы под радиолу, киносеансы, делает политинформации на сенокосе. Одновременно она чувствует, что с получением образования стала отличаться от большинства деревенских жителей. Лиде кажется, что тракторист Витька, влюблённый в неё и пытающийся обратить на себя внимание Лиды, ей не пара. Сама Лида безуспешно пытается наладить личные отношения с местным учителем истории, считая, что теперь именно с ним у неё гораздо больше общего. Когда Лида понимает, что учителю ближе приехавшая из города студентка, она находит отдушину в простом деревенском занятии косца, которое знает с детства…

## Персонажи
- Лида Вараксина — заведующая деревенским клубом
- Витька Вдовин — тракторист
- Иван Иваныч Пассекунов — колхозный сторож
- Лариса — однокурсница Лиды по училищу
- Владимир Садовский — студент, сын директора школы
- Тётя Фрося — хозяйка Лиды
- Павел Гаврилович — её муж
- Тётка Варвара — повариха на сенокосе
- Сергей Сергеевич — бригадир
- Вадим Сергеевич — учитель истории
- Лялька Ступина — молодая колхозница